# Психологија личности
Психологија личности је грана психологије која студира личност и њене варијације међу индивидуама. То је научна студија која има за циљ да покаже како су људи индивидуално различити због психолошких сила.
Учење о структури личности у књизи Увод у психоанализу 1900. године. У то време у психологији је главна пажња посвећивана проучавању садржаја свести. Тежило се упознати од којих се једноставних свесних елемената састоји сваки субјективни доживљај. Фројд оштро напада такво схватање. Он пориче значај свесног, а истиче важност несвесног дела личности. " Психички живот је налик леденом брегу који плови морем. Мали део брега вири изнад површине, а огромна маса се налази под водом. Исто тако, од психичких процеса само је незнатан део свестан, а огроман део припада области несвесног ". Ту се налазе потиснуте жеље, идеје, представе. Овај несвесни део психичког живота управља понашањем човека. Структура личности. Према учењу фројда структуру личности чине три слоја : Ид (оно), его (ја) и суперего (морал, савест).

## Филозофске претпоставке
Многе идеје које су развили историјски и модерни теоретичари личности произилазе из њихових основних филозофских претпоставки. Проучавање личности није чисто емпиријска дисциплина, јер садржи елементе уметности, науке и филозофије који се користе за изношење општих закључака. Следећих пет категорија су међу најосновнијим филозофским претпоставкама по питању којих се теоретичари не слажу:
- Слобода наспрам детерминизма - Под овом темом се разматра да ли људи имају контролу над својим понашањем и да ли разумеју мотиве и његовој основи, или да ли је њихово понашање узрочно одређено силама које нису под њиховом контролом. Различите теорије категоришу понашања као несвесно, еколошко или биолошко[3]
- Наслеђе (природа) наспрам околине (узгоја) - Сматра се да је личност у великој мери одређена било генетиком и биологијом, или окружењем и искуством. Савремена истраживања показују да је већина особина личности заснована на заједничком утицају генетике и животне средине. Један од пионира ове арене је К. Роберт Клонинџер, који је постулирао модел темперамента и карактера.[3]
- Јединственост наспрам универзалности - Ово питање говори о степену људске индивидуалности (јединствености) или сличности у природи (универзалности) сваког човека. Гордон Олпорт, Абрахам Маслов и Карл Роџерс били су заговорници јединствености појединаца. Насупрот томе, бихевиористи и когнитивни теоретичари истичу важност универзалних принципа, попут појачавања и самоефикасности.[3]
- Активност насупрот реактивности - Ово питање истражује да ли људи примарно делују путем појединачне иницијативе (активно) или преко спољних подражаја. Традиционални теоретичари понашања типично сматрају да људи пасивно обликују своје окружење, док хуманистички и когнитивни теоретичари верују да су људи активнији у својој улози.[3] Већина савремених теоретичара слаже се да су оба аспекта важна, с тим да је агрегатно понашање првенствено одређено својствима и ситуационим факторима који су примарни краткорочни предсказивач понашања.[4][5][6]
- Оптимизам насупрот песимизма - Теорије личности се разликују у погледу њиховог становишта на то да ли су људи интегрални у промени сопствених личности. Теорије које стављају велики нагласак на учење често су оптимистичније од оних које то не чине.[3]

## Ид
Ид је несвесни део личности и захтева око 2/3 психичких процеса, стања и понашања. У њему су смештени инстинкти живота : секс, глад, жеђ и инстинкти смрти. Целокупна активност је усмерена ка задовољавању инстинката, у првом реду сексуалног инстинкта. Психички процеси помоћу којих се остварује задовољење су рефлекси, дакле, несвесни процеси. Основни принцип којим се руководи ид, у понашању јесте принцип задовољства. Овај део личности се не обазире на ограничења, моралне норме, прописе ; битно је постићи задовољство. Ид, с обзиром да располаже инстинктима, садржи и целокупну психичку енергију — либидо.

## Его
Его (ја) представља свесни део личности. Овај слој личности упознаје спољни физички и социјални свет на основу рационалних података које прикупља путем опажања, памћења и мишљења. За разлику од ид, его се у понашању руководи принципом реалности. Инстинкти се не могу задовољавати само ради постизања задовољства. Постоје норме и правила, како, када и с ким треба задовољавати сексуални инстинкт. Его одгађа задовољење, бира прихватљиве ситуације и прилагођава инстинкте реалним условима спољње средине.

## Суперего
Суперего (морал, савест). Сачињавају га морални принципи, норме, морални прописи. То је онај слој личности који је производ живљења у одређеној друштвеној средини. Између ова три слоја личности постоје хијерархијски уређени односи у којима суперего има главну, усмеравајући улогу, он контролише его у извршавању својих задатака у односу на ид. Его усмерава активност ид тако да он мора водити рачуна о околностима у којима се могу задовољавати инстинкти. Али, невоља је у томе што је извор енергије ид и од њега зависи активност и ега и суперего. Међутим, када се ид измакне испод контроле ега, па се задовољи неки инстинкт по принципу задовољства, онда суперего кажњава его. Јавља се оно осећање које је познато као грижа савести.
У нормалним условима влада релативан ред и хармонија између ова три слоја личности. Међутим, у одређеним ситуацијама долази до сукоба. Резултат тих сукоба је појава непријатног осећања анксиозности. Личност је доживљава као непријатност и настоји да се на неки начин ослободи. При томе су могућа два решења: коришћење одбрамбених механизама или бекство у болест - неурозу. Фројд је први открио и објаснио одбрамбене механизме. Када дође до учесталог неуспеха и немогућности задовољења мотива, жеља и интереса долази до негативних последица као што је анксиозност - личност настоји да се ослободи тог непријатног стања и да избегне губљење самопоштовања. Тада несвесно користи одбрамбене механизме. Они представљају у целини стечене начине реаговања на фрустрационе ситуације. Они начини понашања који су се показали корисним, задржавају се и постају навике које појединац користи увек када дође до анксиозности. (нпр. дете плаче и добије слаткише : плач постане навика да се дође до циља). Или, избегавајући да себи призна неуспех због тога што је неспособан, човек наводи исконструисане и лажне разлоге неуспеха, у које и сам верује да су истинити (рационализација).
Постоје различити механизми одбране: компензација, пројекција, идентификација, сублимација, маштање Услед честих фрустрација личност лабилније конституције, често налази излаз у бекству у болест - неурозу. Неуротичне реакције на неки начин олакшавају постојеће стање и доводе до каналисања анксиозности у правцу који би био прихватљив за личност и околину. Обично оболели није свестан узрока обољења јер су они потиснути у несвесни слој личности. То што је потиснуто, није уништено, па управља понашањем стварајући тако одређене симптоме неуротичног реаговања. Фројд је први указао на пут лечења неуроза користећи хипнозу, помоћу које је "извлачио" из подсвести трауматично доживљаје у свест и тако пацијенте усмеравао да рационално просуђују и поступају. Према Фројдовом схватању развој личности је непрекидан процес који пролази кроз устаљене стадијуме. Најважнији стадијуми развоја личности су они који се одвијају у првих пет година живота када се у највећој мери формира "прототип" структуре одраслог човека. У оралном стадијуму који се одиграва у првој години живота, сва задовољства које дете остварује долази преко ерогених зона уста. Најважнији извор задовољства јесте узимање млека сисањем мајке. Ако је у току дојења било непријатности (стрепња, несигурност) може доћи до везивања дела либида за оралне активности што доводи до формирања оралног карактера. Одраслу особу са оралним карактером одликује зависност, пасивност, похлепа и претерано орално уживање.
Други стадијум развоја личности Фројд назива анални стадијум. Овај стадијум се протеже на другу и трећу годину живота. У том периоду дете се највише интересује за аналне активности што је још више потенцирано захтевима родитеља да дете научи вршити нужду. И у овом стадијуму може доћи до везивања дела енергије либида за аналне радње чији су узроци прекори и казне због неконтролисаног пражњења или претерано хваљење за успешну контролу обављања физиолошких потреба. Одраслу особу са аналним карактером карактеришу као типичне особине тврдичлук, претерана потреба за чистоћом и уредношћу, тврдоглавост и непопустљивост. Трећи стадијум Фројд је назвао фалички. Дечја интересовања се померају ка сексуалним органима који треба да буду примарно извор задовољства. У овом стадијуму (између 04:05 године) може доћи до претераног везивања детета за родитеља супротног пола, које Фројд сматра нормалном и универзалном појавом, ако овај период траје неко уобичајено време. Ова појава претераног еротског везивања детета за једног од родитеља названа је Едипов комплекс. После наведена три стадијума психосексуалног развоја која заједно представљају прегениталну фазу, наступа генитална фаза у пубертету. У току ове фазе врши се померање дечијих интересовања са сопственог тела на друге особе из околине што има за резултат стварање хетеросексуалних веза, тј. веза међу особама супротних полова.

## Теорије личности

### Типови и особине теорија
Тип личности се односи на психолошку класификацију људи у различите класе. Типови личности се разликују од особина личности, које долазе у различитим степенима. На пример, према теоријама типова, постоје две врсте људи, интроверти и екстроверти. Према теоријама особина, интроверзија и екстроверзија су део континуиране димензије са много људи у средини.
Личност је сложена; типична теорија личности садржи неколико пропозиција или подтеорија, које често израстају током времена како све више психолога истражује теорију.
Најшире прихваћени емпиријски модел трајних, универзалних дескриптора личности је систем великих пет особина личности: савесност, пријатност, неуротицизам, отвореност за искуство и екстраверзија-интроверзија. То се заснива на кластер анализи вербалних описа у самоизвештавајућим анкетама. Ове особине показују значајну генетску наследност.
Вероватно је најстарији покушај психологије личности типологија личности коју су оцртале индијске будистичке школе Абидарма. Ова типологија се углавном фокусира на негативне личне особине (похлепа, мржња и заблуда) и одговарајуће позитивне праксе медитације које се користе за супротстављање тим особинама.
Утицајна европска традиција психолошких типова настала је у теоријском раду Карла Јунга, посебно у његовој књизи Psychologische Typen (Психолошки типови) и Вилијама Марстона из 1921. године.
Надовезујући се на списе и запажања Јунга током Другог светског рата, Изабел Бригс Мајерс и њена мајка, Катарина К. Бригс, оцртале су типове личности конструисањем Мајерс-Бригсовог индикатора типа. Овај модел је касније користио Дејвид Кирзи са другачијим схватањем од Јунга, Бригса и Мајерсове.
У бившем Совјетском Савезу, Литванка Аушра Аугустинавићуте је независно извела модел типа личности из Јунговог рада под називом соционика. Касније су на овом моделу развијени многи други тестови, нпр. Голден, PTI-Pro and JTI.
Теорије се такође могу сматрати „приступом“ личности или психологији и генерално се називају моделом. Модел је старији и претежно теоријски приступ личности, који прихвата екстровертност и интровертност као основне психолошке оријентације у контексту два пара психолошких функција:
- Функције опажања: чула и интуиција (поверење у конкретне, чулно оријентисане чињенице наспрам поверења у апстрактне концепте и замишљене могућности)
- Функције просуђивања: мишљење и осећање (одлуке заснивају првенствено на логици насупрот одлучивању на основу емоција).

Бригс и Мајерс су такође додале још једну димензију личности свом индикатору типа како би измериле да ли особа више воли да користи функцију просуђивања или опажања када је у интеракцији са спољним светом. Стога су укључиле питања осмишљена да укажу да ли неко жели да донесе закључке (пресуда) или да опције остану отворене (перцепција).
Ова типологија личности има неке аспекте теорије особина: она објашњава понашање људи у смислу супротних фиксних карактеристика. У овим традиционалнијим моделима, преференција чула/интуиције се сматра најосновнијом, те се људе деле на „Н” (интуитивни) или „С” (сензитивни) тип личности. Даље се претпоставља да је „Н” вођен размишљањем или осећањем, и да се дели на „НТ” (научни, инжењерски) или „НФ” (ауторски, хуманитарни) темперамент. За разлику од тога, претпоставља се да је „С“ вођен више осом расуђивања/перцепције, и стога се дели на „СЈ“ (чуварски, традиционалистички) или „СП“ (извођачки, занатлијски) темперамент. Ова четири фактора се сматрају основним, док су друга два фактора у сваком случају (укључујући увек екстраверзију/интроверзију) мање важна. Критичари овог традиционалног гледишта су приметили да се типови могу прилично стереотипизирати по професијама (иако се ни Мајерс ни Кирси не баве таквим стереотипима у својим описима типова), и стога они могу произаћи више из потребе да се људи тако категоришу због њиховог избора каријере. Ово је, поред осталих замерки, довело до појаве петочланог погледа, који се мање бави понашањем у радним условима, а више се бави понашањем у личним и емоционалним околностима. (MBTI није дизајниран да мери „сопство на послу“, већ оно што су Мајерс и Макали назвали „босим сопством“.)
Теорија личности типа А и типа Б: Током 1950-их, Мајер Фридман и његови сарадници дефинисали су оно што су назвали обрасцима понашања типа А и типа Б. Они су теоретисали да су интензивне личности типа А имале већи ризик од коронарне болести јер су „зависници од стреса”. Људи типа Б, с друге стране, имају тенденцију да буду опуштени, мање конкурентни и да су мање склони узимању ризика. Постојао је и мешовити профил типа АБ.
Модел личности Едварда Спрангера, који се састоји од шест (или, према неким ревизијама, 6+1) основних типова вредносних ставова, описаних у његовој књизи Типови људи.
Енеаграм личности је модел људске личности који се углавном користи као типологија девет међусобно повезаних типова личности. Он је критикован да је подложан интерпретацијама, што га чини тешким за тестирање или научну валидацију.
Професионални модел Џона Л. Холанда RIASEC, који се обично назива Холандови кодови, посебно се фокусира на избор занимања. Њиме се предлаже да шест типова личности наводи људе да изаберу своје каријере. У овом циркумплексном моделу, шест типова је представљено као шестоугао, при чему су суседни типови ближе повезани од оних који су удаљенији. Модел се широко користи у стручном саветовању.

### Психоаналитичке теорије
Психоаналитичке теорије објашњавају људско понашање у смислу интеракције различитих компоненти личности. Сигмунд Фројд је био оснивач ове школе мишљења. Он се ослањао на физику свог времена (термодинамику) да би сковао термин психодинамика. На основу идеје претварања топлоте у механичку енергију, Фројд је предложио да се психичка енергија може претворити у понашање. Његова теорија придаје централни значај динамичним, несвесним психолошким сукобима.
Фројд дели људску личност на три значајне компоненте: ид, его и суперего. Ид делује по принципу задовољства, захтевајући тренутно задовољење својих потреба без обзира на спољашње окружење; его тада мора да се појави да би реално испунио жеље и захтеве ида у складу са спољним светом, придржавајући се принципа реалности. Коначно, суперего (савест) усађује морално расуђивање и друштвена правила егу, условљавајући тако да се захтеви ида испуне не само реално већ и морално. Суперего је последња функција личности која се развија, и представља отелотворење родитељских/друштвених идеала успостављених током детињства. Према Фројду, личност се заснива на динамичким интеракцијама ове три компоненте.